# Hylaeus polifolii
Hylaeus polifolii is een vliesvleugelig insect uit de familie Colletidae. De wetenschappelijke naam van de soort is voor het eerst geldig gepubliceerd in 1901 door Cockerell.